# Каменка (Первомайский район, Крым)
Ка́менка (укр. Кам'янка, крымскотат. Kamenka, Каменка) — село в Первомайском районе Республики Крым, входит в состав Октябрьского сельского поселения (согласно административно-территориальному делению Украины — Октябрьского сельского совета Автономной Республики Крым).

## Население
| 2001 | 2014 |
| ---- | ---- |
| 214  | ↘171 |

Всеукраинская перепись 2001 года показала следующее распределение по носителям языка
| Язык             | Процент |
| ---------------- | ------- |
| крымскотатарский | 43.46   |
| русский          | 36.45   |
| украинский       | 17.29   |
| другие           | 0.47    |

### Динамика численности
- 1915 год — 10/5 чел.[9][10]
- 1926 год — 45 чел.[11]
- 2001 год — 171 чел.[12]
- 2009 год — 165 чел.[13]
- 2014 год — 214 чел.[14]

## Современное состояние
На 2016 год в Каменке числится 3 улицы — Гагарина, Зелёная и Крымская; на 2009 год, по данным сельсовета, село занимало площадь 49 гектаров, на которой в 65 дворах проживало 165 человек. Действуют сельский клуб, фельдшерско-акушерский пункт. Каменка связана автобусным сообщением с райцентром, городами Крыма и соседними населёнными пунктами.

## География
Каменка — село на северо-востоке района, в степном Крыму, у границы с Джанкойским районом, высота центра села над уровнем моря — 41 м. Ближайшее село — Октябрьское в 1,5 км на юго-запад. Расстояние до райцентра — около 16 километров (по шоссе), ближайшая железнодорожная станция — Воинка (на линии Джанкой — Армянск) — примерно 24 километра. Транспортное сообщение осуществляется по региональной автодороге 35Н-415 от шоссе 35Н-407, либо 35Н-300 (по украинской классификации — С-0-11031).

## История
Есть данные, что поселение было основано в 1891 году немецким помещиком Шнайдером. В достоверных источниках Каменка Титца при деревне Куллар-Кипчак, с населением 15 человек, в, впервые встречается в Статистическом справочнике Таврической губернии. Ч.II-я. Статистический очерк, выпуск пятый Перекопский уезд, 1915 год, согласно которому на хуторе Джурчинской волости Перекопского уезда числилось 2 двора с немецким населением в количестве 10 человек приписных жителей и 5 — «посторонних».
После установления в Крыму Советской власти и учреждения 18 октября 1921 года Крымской АССР, в составе Джанкойского уезда был образован Курманский район, в состав которого включили село. В 1922 году уезды получили название округов. 11 октября 1923 года, согласно постановлению ВЦИК, в административное деление Крымской АССР были внесены изменения, в результате которых был ликвидирован Курманский район и село включили в состав Джанкойского. Согласно Списку населённых пунктов Крымской АССР по Всесоюзной переписи 17 декабря 1926 года, на хуторе Каменка, Джурчинского сельсовета Джанкойского района, числилось 10 дворов, из них 9 крестьянских, население составляло 45 человек. В национальном отношении учтено: 17 русских, 16 немцев, 12 евреев. В 1926 году в селе была образована коммуна «Юнвальд» (с немецкого «молодежная»), преобразованная в 1930 году в колхоз (после войны объединенный в один колхоз «Россия». Постановлением ВЦИК РСФСР от 30 октября 1930 года был создан Фрайдорфский еврейский национальный район (переименованный указом Президиума Верховного Совета РСФСР № 621/6 от 14 декабря 1944 года в Новосёловский) (по другим данным 15 сентября 1931 года) и село включили в его состав, а после разукрупнения в 1935-м и образования также еврейского национального Лариндорфского (с 1944 — Первомайский), село переподчинили новому району. В 1930-е годы позиционировался, как немецко-русско-еврейский хутор, а на двухкилометровке РККА 1942 года обозначен уже как полноценное село.
Вскоре после начала Великой Отечественной войны, 18 августа 1941 года крымские немцы были выселены, сначала в Ставропольский край, а затем в Сибирь и северный Казахстан, часть еврейского населения Крыма также была эвакуирована, из оставшихся под оккупацией большинство расстреляны. С 25 июня 1946 года в составе Крымской области РСФСР, а 26 апреля 1954 года Крымская область была передана из состава РСФСР в состав УССР. Время включения в Октябрьский сельсовет пока не выяснено: на 15 июня 1960 года село уже числилось в его составе. Указом Президиума Верховного Совета УССР «Об укрупнении сельских районов Крымской области», от 30 декабря 1962 года был упразднён Первомайский район и село присоединили к Красноперекопскому. 8 декабря 1966 года был восстановлен Первомайский район и село вернули в его состав. С 12 февраля 1991 года село в восстановленной Крымской АССР, 26 февраля 1992 года переименованной в Автономную Республику Крым. С 21 марта 2014 года в составе Крыма аннексирована Россией.